# Amerykotorbowe
Amerykotorbowe (Ameridelphia) – nadrząd obejmujący większość torbaczy występujących w Ameryce Południowej i Północnej zaliczanych do rzędów:
- dydelfokształtne
- skąpoguzkowce

Jedynym amerykańskim torbaczem, który nie jest zaliczany do Ameridelphia jest beztorbik bambusowy z rzędu Microbiotheria.